# José Cardoso Sobrinho
José Cardoso Sobrinho OCarm (ur. 30 czerwca 1933 w Caruaru) – brazylijski duchowny rzymskokatolicki, w latach 1985–2009 arcybiskup Olinda i Recife.

## Życiorys
Święcenia kapłańskie przyjął 28 kwietnia 1957 po ukończeniu niższego i wyższego seminarium karmelitów. Posiada doktorat z prawa kanonicznego na Papiesim Uniwersytecie Gregoriańskim oraz z prawa cywilnego na Papieskim Uniwersytecie Laterańskim w Rzymie. 29 marca 1979 został prekonizowany biskupem Paracatu. Sakrę biskupią otrzymał 27 maja 1979. 2 kwietnia 1985 został mianowany arcybiskupem Olinda i Recife. 1 lipca 2009 przeszedł na emeryturę.

## Sprawa aborcji w 2009 roku
W marcu 2009 roku Sobrinho ogłosił, że ekskomunika latae sententiae nastąpiła u lekarzy, którzy dokonali 4 marca aborcji u 9-letniej dziewczynki, która zaszła w bliźniaczą ciążę w wyniku gwałtu ze strony ojczyma oraz ze strony jej matki. Zgodnie z kanonem 1398 (obecnie 1397 §2): „Kto powoduje przerwanie ciąży, po zaistnieniu skutku, podlega ekskomunice wiążącej mocą samego prawa”. Sama dziewczynka nie została ekskomunikowana z racji jej wieku. Postawę biskupa skrytykował ówczesny prezydent Brazylii, Luiz Inácio Lula da Silva, który sam deklaruje się jako katolik. Powiedział on, że lekarze uratowali życie dziewczynki i mieli więcej racji, niż Kościół. Skrytykował ją też ówczesny minister zdrowia, José Gomes Temporão.
Lekarze oceniali, że zdrowie i życie dziewczynki było zagrożone, gdyż jej macica była zbyt mała, by być w stanie utrzymać jedno dziecko, nie mówiąc już o dwóch. Groziło jej pęknięcie macicy, krwotok i poronienie. Prawo brazylijskie pozwala na dokonanie aborcji zarówno w przypadku zagrożenia życia matki, jak i w przypadku gwałtu. Biskup stwierdził, że „Prawo Boże jest ponad prawem ludzkim”.
Kardynał Giovanni Battista Re bronił stanowiska Jose Cardoso Sobrinho. Powiedział on „To smutny przypadek, ale prawdziwy problem polega na tym, że poczęte bliźnięta były dwiema niewinnymi osobami, które miały prawo żyć”. Kontrowersje wzbudził on stwierdzeniem, że choć gwałciciel popełnił „haniebną zbrodnię”, „aborcja – eliminacja niewinnego życia – była jeszcze gorsza”.
Konferencja Episkopatu Brazylii uznała, że matka dziewczynki nie zaciągnęła ekskomuniki, gdyż działała pod wpływem strachu. Nie miała natomiast pewności w kwestii ekskomuniki lekarzy.
Ówczesny przewodniczący Papieskiej Akademii Życia, Rino Fisichella napisał w watykańskim czasopiśmie L’Osservatore Romano artykuł mocno krytyczny wobec postawy Sobrinho. Nie został on dany jednak do kontroli Kongregacji Nauki Wiary. Autor napisał w nim, że skupianie się na ekskomunice świadczy o braku współczucia ze strony Kościoła i powinno skupić się raczej na pomocy wobec dziewczynki. Pisał także o trudnej sytuacji lekarzy, którzy musieli podjąć odpowiednią decyzję. Na końcu artykułu napisał zwrot skierowany do dziecka: „To inne osoby zasługują na ekskomunikę i nasze przebaczenie, a nie ci, którzy pozwolili ci żyć”.
Z powodu zamieszania spowodowanego informacjami na podstawie wspomnianego artykułu o rzekomej zmianie nauczania Kościoła w sprawie aborcji, Kongregacja Nauki Wiary 11 lipca opublikowała dokument odnoszący się do sprawy. Wspomniała tam, że dziewczynka „spotkała się z wszelką duszpasterską delikatnością, zwłaszcza ze strony ówczesnego Ordynariusza Olindy i Recife, Abp. José Cardoso Sobrinho”. Natomiast przypomniała, że „nauczanie Kościoła o aborcji nie zmieniło się i nie może się zmienić”.